# Teorema de Poynting
En electromagnetismo, el teorema de Poynting, desarrollado por John Henry Poynting y publicado en 1884, expresa la ley de conservación de la energía. Establece que la disminución de energía electromagnética en una región se debe a la disipación de potencia en forma de calor (por efecto Joule) y al flujo hacia el exterior del vector de Poynting.  
Relaciona la derivada temporal de la densidad de energía electromagnética con el flujo de energía y el ritmo al que el campo realiza un trabajo. Puede plantearse mediante la fórmula local

{\displaystyle {\frac {\partial U}{\partial t}}+\nabla \cdot {\vec {S}}=-{\vec {J}}\cdot {\vec {E}}}

donde:
- {\displaystyle U} es la densidad de energía,
- {\displaystyle {\vec {S}}} es el vector de Poynting,
- {\displaystyle {\vec {J}}} la densidad de corriente y
- {\displaystyle {\vec {E}}} el campo eléctrico.

Dado que el campo magnético no realiza trabajo la parte derecha de la ecuación incluye todo el trabajo realizado por el campo electromagnético.
De forma integral, se puede expresar como:

{\displaystyle {\frac {\partial U}{\partial t}}+\nabla \cdot {\vec {S}}=-{\vec {J}}\cdot {\vec {E}}}

{\displaystyle P_{d}+\oiint _{A}{\vec {S}}\cdot d{\vec {A}}=-{\frac {d}{dt}}\iiint _{V}{\frac {1}{2}}({\vec {E}}\cdot {\vec {D}}+{\vec {H}}\cdot {\vec {B}})dV=-{\frac {dW}{dt}}}

siendo {\displaystyle P_{d}=\iiint _{V}{\vec {J}}\cdot {\vec {E}}dV} y donde:
- {\displaystyle P_{d}}: potencia disipada por efecto Joule,
- {\displaystyle W}: energía electromagnética.

## Demostración del teorema
La demostración del teorema es la siguiente:
| Demostración |
| El trabajo realizado por las fuerzas viene dado por {\displaystyle W=\int \sum _{i}{\vec {F}}_{i}\cdot d{\vec {l}}=\int ({\vec {F}}_{e}+{\vec {F}}_{m})\cdot d{\vec {l}}} Dado que la fuerza magnética no realiza trabajo sobre las cargas tenemos que {\displaystyle W=\int d{\vec {F}}_{e}\cdot d{\vec {l}}=\int q{\vec {E}}\cdot d{\vec {l}}} El trabajo por unidad de tiempo y volumen será por tanto: {\displaystyle {\frac {d}{dt}}\left({\frac {dW}{dV}}\right)={\frac {d}{dt}}\left(\int {\frac {dq}{dV}}{\vec {E}}\cdot d{\vec {l}}\right)={\frac {d}{dt}}\left(\int \rho {\vec {E}}\cdot d{\vec {l}}\right)=\rho {\vec {E}}\cdot {\frac {d{\vec {l}}}{dt}}={\vec {E}}\cdot (\rho {\vec {v}})={\vec {E}}\cdot {\vec {j}}} Aplicando la ecuación de Maxwell: {\displaystyle \nabla \times {\vec {B}}=\mu _{0}{\vec {j}}+\mu _{0}\epsilon _{0}{\frac {\partial {\vec {E}}}{\partial t}}} Tenemos que {\displaystyle {\vec {E}}\cdot {\vec {j}}={\frac {1}{\mu _{0}}}{\vec {E}}\cdot (\nabla \times {\vec {B}})-\epsilon _{0}{\vec {E}}{\frac {\partial {\vec {E}}}{\partial t}}} Aplicando la relación vectorial {\displaystyle \nabla \cdot ({\vec {E}}\times {\vec {B}})=(\nabla \times {\vec {E}})\cdot {\vec {B}}-{\vec {E}}\cdot (\nabla \times {\vec {B}})} Y la ecuación de Maxwell {\displaystyle \nabla \times {\vec {E}}=-{\frac {\partial {\vec {B}}}{\partial t}}} Obtenemos finalmente que: {\displaystyle -{\vec {E}}\cdot {\vec {J}}={\frac {1}{\mu _{0}}}\nabla \cdot ({\vec {E}}\times {\vec {B}})+{\frac {\partial }{\partial t}}\left[{\frac {{\vec {B}}^{2}}{\mu _{0}2}}+{\frac {\epsilon _{0}{\vec {E}}^{2}}{2}}\right]=\nabla \cdot {\vec {S}}+{\frac {\partial U}{\partial t}}} |

## Datos Interesantes
Definición 2: El vector de Poynting se interpreta como la densidad de potencia instantánea medida en watts por metro cuadrado. La integración del vector de Poynting sobre la superficie cerrada proporciona la potencia total que atraviesa la superficie en un sentido hacia afuera.  
Maxwell publicó sus resultados en el año 1865, resultados que constaban de 20 ecuaciones con 20 variables, que después él mismo las redujo a 13. Uno de los resultados de estas ecuaciones fue la demostración de la existencia de las ondas electromagnéticas. Además Poynting demostró que las ondas transmiten energía y esta se conserva, demostración para la cual utilizó las ecuaciones que publicó Maxwell.
Oliver Heaviside y Josiah Willard Gibbs, en 1884 reformularon estas ecuaciones disminuyendo el número de estas a tan solo 4 ecuaciones con 4 variables. Estas nuevas ecuaciones son de tipo diferencial a diferencia de las de tipo integral que se estaban utilizando. Estas no solo concluyen la existencia de ondas electromagnéticas, sino que además generaron la demostración, por parte de Heaviside (en el mismo año que Poynting), de la conservación de la energía y la cantidad de movimiento propagada por dicha onda, de una manera mucho más intuitiva que las anteriores demostraciones. Otra consecuencia crucial en el desarrollo de la física moderna consiste en la observación de que estas ecuaciones no son invariantes a la transformación de coordenadas de Galileo, problema que soluciona Hendrik Antoon Lorentz, cuya resolución da origen a una nueva forma de percibir el universo, la cual fue estudiada por Albert Einstein.